# Troglocubazomus
Genre
Troglocubazomus est un genre de schizomides de la famille des Hubbardiidae.

## Distribution
Les espèces de ce genre sont endémiques de Cuba.

## Liste des espèces
Selon Schizomids of the World (version 1.0) :
- Troglocubazomus orghidani (Dumitresco, 1977)

et décrite depuis
- Troglocubazomus inexpectatus Teruel & Rodriguez-Cabrera, 2019

## Publication originale
- Teruel, 2003 : Additions to the Cuban schizomid fauna, with the descriptions of a new genus and nine species of Hubbardiidae (Arachnida: Schizomida). Revista Iberica de Aracnologia, vol. 7, p. 39-69 (texte original).